# سفارة النرويج في المجر
سفارة النرويج في المجر هي أرفع تمثيل دبلوماسي لدولة النرويج لدى المجر. تقع السفارة في Várkerület ‏ وهي تهدف لتعزيز المصالح النرويجية في المجر.

## وصلات خارجية
- الموقع الرسمي
- قائمة سفارات النرويج
- قائمة السفارات في المجر